# Чабанов Сергій Іванович
Сергій Іванович Чабанов (нар. 10 вересня 1925, Чулаківка — пом. 8 лютого 2011) — учасник німецько-радянської війни, почесний громадянин Херсона.

## Біографія
Народився 10 вересня 1925 року в селі Чулаківці (тепер Голопристанський район Херсонської області, Україна). Брав участь у німецько-радянській війні (воював у складі 49-ї гвардійської стрілецької дивізії, 149-й стрілецький полк на посаді командира мінометної обслуги, сержант). З боями пройшов від Херсона до Австрії. Брав участь у визволенні України, Польщі, Румунії, Югославії, Австрії. В Австрії був важко поранений. Більше року перебував на лікуванні у шпиталі Баку. 
Після звільнення з лав Збройних Сил СРСР пішов працювати в міліцію. Прослужив у міліції до 1972 року, до виходу на пенсію. Полковник міліції. Помер 8 лютого 2011 року.

## Відзнаки
- Нагороджений орденами Вітчизняної війни 2 ступеня (6 квітня 1985)[1], «За мужність», двома медалями «За відвагу» (22 травня 1944; 17 листопада 1944)[1], медалями «За взяття Будапешта», «За бойові заслуги» (2 травня 1944)[1] і 16 ювілейними медалями[2];
- Почесний громадянин міста Херсона (рішення Херсонської міської ради № 1595 від 27 серпня 2010 року; як визволитель Херсона від фашистських загарбників у Великій вітчизняній війні)[2].